# Jorge Maqueda
Jorge Maqueda Peño, né le 6 février 1988 à Tolède, est un joueur espagnol de handball évoluant au poste d'arrière droit au KS Kielce. 
International depuis 2010, il est notamment champion du monde 2013 et Champion d'Europe en 2020. 

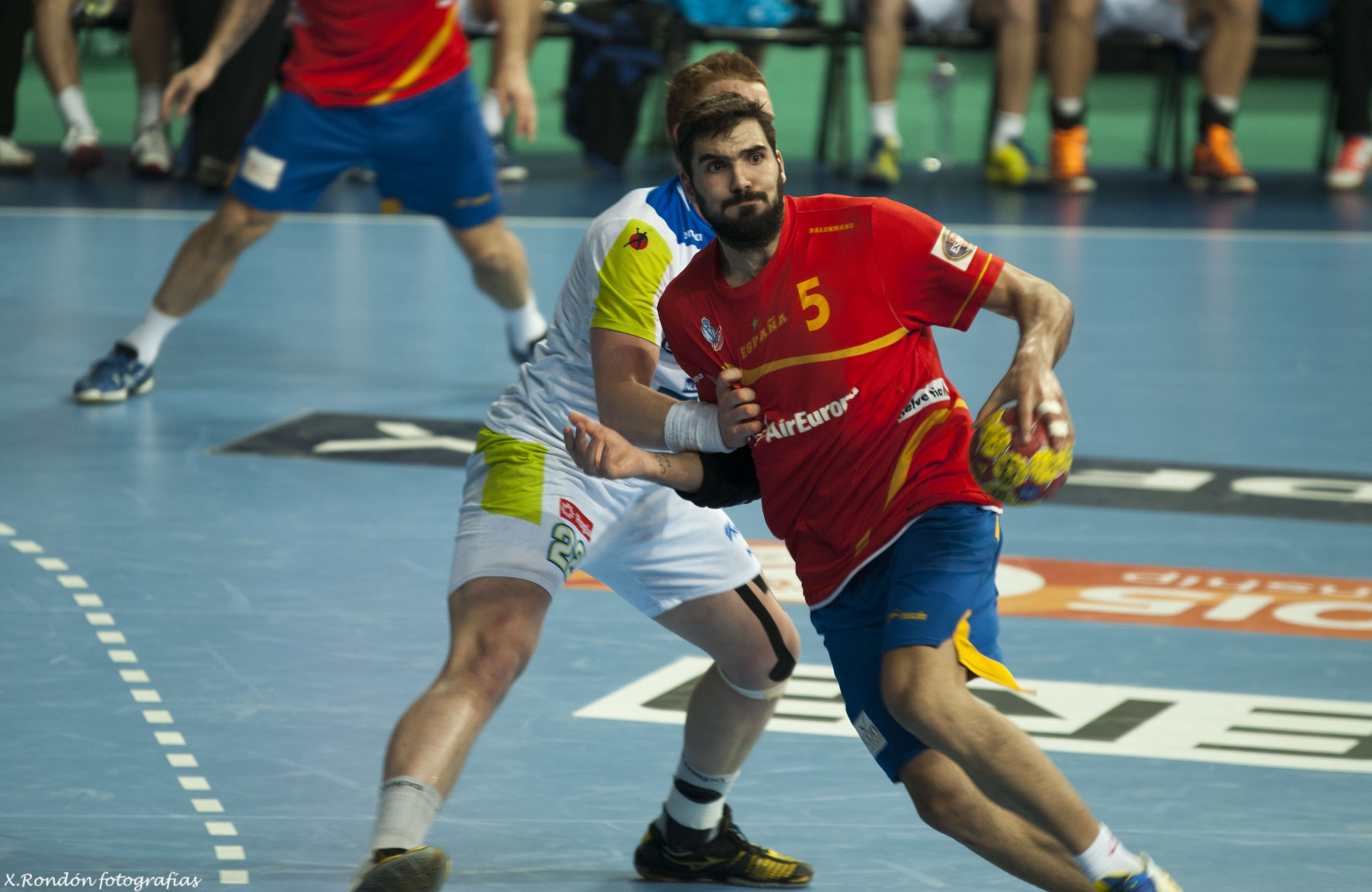
Jorge Maqueda sous le maillot espagnol au Mondial 2013.

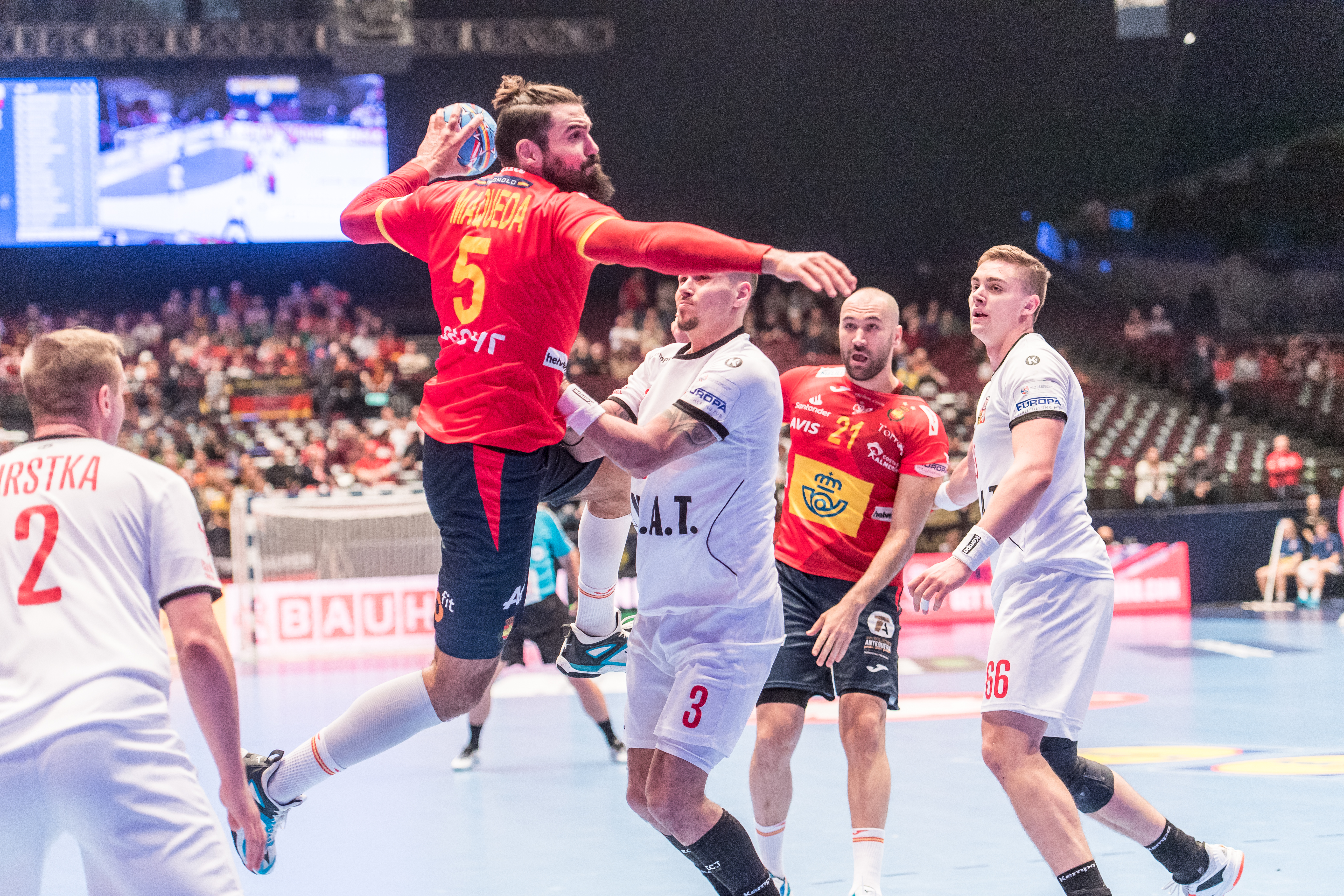
Jorge Maqueda sous le maillot espagnol à l'Euro 2020.

## Biographie

### Parcours en clubs
Jorge Maqueda Peño commence le handball à Villafranca de los Caballeros. Il fait ensuite ses gammes dans les équipes jeunes du FC Barcelone, participant à quelques matchs de ligue des champions. Ne parvenant pas à s'imposer dans l'équipe première, il rejoint en 2007 BM Alcobendas puis en 2009 le BM Aragón où il s'impose peu à peu au poste d'arrière droit, finissant cinquième du championnat d'Espagne 2011-2012 et demi-finaliste de la Coupe d'Europe des vainqueurs de coupe.
En février 2012, le HBC Nantes annonce sa signature pour les trois saisons suivantes,. Sur les bords de l'Erdre, il fait partie du « filon espagnol » avec Valero Rivera, Borja Fernandez et Alberto Entrerríos. Au cours de sa première saison, il atteint la finale de la Coupe de la Ligue 2012-2013. Il contribue aux progrès du club nantais sur la scène nationale, remportant notamment le premier trophée du club, la Coupe de la Ligue 2014-2015.
En 2015, il prend la direction du club macédonien du Vardar Skopje où il réalise trois doublés Championnat-Coupe de Macédoine et surtout remporte la Ligue des champions en 2017.
Avec le club hongrois du SC Pick Szeged depuis 2018, il met a mal la domination du Veszprém KSE en remportant la Coupe de Hongrie en 2019.

### Parcours en équipe nationale
Régulièrement sélectionné dans les équipes jeunes (U-19) et junior (U-21) d'Espagne, il dispute plusieurs compétitions mondiales et européennes. Il est depuis 2010 international avec l'équipe nationale d'Espagne. Sa première grande compétition, le championnat du monde 2011 en Suède, s'est soldé par une médaille de bronze. Puis, au cours du championnat d'Europe 2012 en Serbie et des Jeux olympiques 2012 de Londres, il devient le titulaire sur le poste d'arrière droit et marque de nombreux buts importants, mais ne remporte de nouvelle médaille.
Au Championnat du monde 2013 qui a lieu à domicile en Espagne, il devient champion du monde et remporte ainsi sa première médaille d'or dans un championnat majeur. Il ajoute par la suite des médailles de bronze et d'argent aux Championnats d'Europe en 2014 et en 2016.
Après l'échec lors des tournois de qualification olympique 2016, il doit attendre 4 ans avant de participer à une nouvelle compétition internationale. Et ce retour est un succès à double titre puisque l'Espagne remporte le Championnat d'Europe 2020 et Maqueda est élu meilleur arrière droit de la compétition.

## Palmarès

### En équipe nationale
Jeux olympiques
- 7e place aux Jeux olympiques 2012 de Londres
- Médaille de bronze aux Jeux olympiques 2020 de Tokyo
- Médaille de bronze aux Jeux olympiques 2024 de Paris

Championnats du monde
- médaillé de bronze au Championnat du monde 2011
- Médaille d'or au Championnat du monde 2013
- 4e place au Championnat du monde 2015
- Médaille de bronze au Championnat du monde 2021
- Médaille de bronze au Championnat du monde 2023

Championnats d'Europe
- 4e place au Championnat d'Europe 2012
- Médaille de bronze au Championnat d'Europe 2014
- Médaille d'argent au Championnat d'Europe 2016
- Médaille d'or au Championnat d'Europe 2020
- Médaille d'argent au Championnat d'Europe 2022
- 13e place au Championnat d'Europe 2024

### En club
Compétitions internationales
- Vainqueur de la Ligue des champions (1) : 2017
- Finaliste de la Coupe de l'EHF en 2013
- Demi-finaliste de la Coupe des coupes en 2012

Compétitions régionales
- Vainqueur de la Ligue SEHA (1) : 2017 ; Finaliste en 2016

Compétitions nationales
- Vainqueur de la Coupe de la Ligue (France) (1) : 2015
- Vainqueur du Championnat de Macédoine (3) : 2016, 2017, 2018
- Vainqueur de la Coupe de Macédoine (3) : 2016, 2017, 2018
- Vainqueur de la Coupe de Hongrie (1) : 2019
- Vainqueur du Trophée des champions (France) (1) : 2022

### Récompenses individuelles
- élu meilleur arrière droit du Championnat d'Europe 2020
- Quatre fois élu meilleur arrière droit de la journée lors du championnat de France 2012-2013[7]
- Élu dans l’équipe « 7 France » par le journal L’Équipe en 2013[8].